# Stereostoma
Stereostoma is een geslacht van kevers uit de familie van de loopkevers (Carabidae). De wetenschappelijke naam van het geslacht is voor het eerst geldig gepubliceerd in 1857 door Murray.

## Soorten
Het geslacht Stereostoma omvat de volgende soorten:
- Stereostoma angolense G.Muller, 1940
- Stereostoma balbisi G.Muller, 1940
- Stereostoma camerunum G.Muller, 1940
- Stereostoma clarkei Straneo, 1979
- Stereostoma conradti G.Muller, 1940
- Stereostoma corpulentum Chaudoir, 1872
- Stereostoma ertli G.Muller, 1940
- Stereostoma erythraeum G.Muller, 1940
- Stereostoma girardi Straneo, 1986
- Stereostoma guineense G.Muller, 1940
- Stereostoma hirtipenne G.Muller, 1940
- Stereostoma incisum Straneo, 1991
- Stereostoma ingens G.Muller, 1940
- Stereostoma interstitiale Straneo, 1979
- Stereostoma jeanneli Alluaud, 1933
- Stereostoma kuntzeni G.Muller, 1940
- Stereostoma praecellens G.Muller, 1941
- Stereostoma punctatum Straneo, 1958
- Stereostoma punctisternum Straneo, 1951
- Stereostoma rhodesianum Straneo, 1947
- Stereostoma sansibaricum G.Muller, 1940
- Stereostoma senegalense G.Muller, 1940
- Stereostoma solidum Murray, 1857
- Stereostoma stuhlmanni Kolbe, 1896
- Stereostoma tenebrioides (J.Thomson, 1858)
- Stereostoma titschacki G.Muller, 1940
- Stereostoma usambaricum G.Muller, 1940
- Stereostoma whitei Murray, 1857